# Graziella Granata
Graziella Granata, née à Rome le 16 mars 1941, est une actrice italienne.

## Biographie
Après des études au centro sperimentale di cinematografia, et après quelques rôles secondaires dans des films d'aventure et d'humour, grâce à un contrat de film avec le producteur de cinéma Angelo Rizzoli, Graziella Granata obtient de bons rôles à partir du milieu des années soixante dans des films d'une certaine importance. Elle a travaillé avec, entre autres, Pasquale Festa Campanile, Massimo Franciosa, Mario Camerini, Luigi Comencini et surtout Alessandro Blasetti, qui a fourni certains des rôles importants, dont le rôle principal dans comédie à l'italienne L'Amant fantôme en 1967, pour qui elle a partagé un David di Donatello de la meilleure actrice avec Silvana Mangano,. Elle est aussi connue pour avoir joué la belle victime d'un vampire dans le film Le Massacre des vampires en 1962.
Après quelques western-spaghetti et poliziotteschi au début des années soixante-dix, Graziella Granata se consacre au théâtre et peu de temps après se retire du monde du spectacle.

## Filmographie
- 1959 : La Vengeance du Sarrasin (La scimitarra del Saraceno) de Piero Pierotti : Bianca
- 1960 : I piaceri dello scapolo (it) de Giulio Petroni : Gianna
- 1961 : Maciste, l'homme le plus fort du monde (Maciste, l'uomo più forte del mondo) d'Antonio Leonviola : Queen's Handmaid
- 1962 : Le Massacre des vampires (La strage dei vampiri) de Roberto Mauri : Louise
- 1962 : Le Chevalier masqué (Il segno del vendicatore) de Roberto Mauri : Delia
- 1962 : Rendez-vous sur la Riviera (Appuntamento in Riviera) de Mario Mattoli : Laura
- 1962 : Smog de Franco Rossi : Woman with sick baby
- 1963 : I quattro tassisti de Giorgio Bianchi, segment Un'opera buona : Suor Serena
- 1963 : L'Épervier des Caraïbes (Lo sparviero dei Caraibi) de Piero Pierotti : Flora
- 1963 : Le Coq du village (Liolà) d'Alessandro Blasetti : Comare Venera
- 1964 : Aimez-vous les femmes ? de Jean Léon : Claudia, la femme de la péniche
- 1964 : Le Sexe des anges (Le voci bianche) de Pasquale Festa Campanile et Massimo Franciosa : Teresa
- 1964 : Amori pericolosi d'Alfredo Giannetti, Carlo Lizzani et Giulio Questi, segment Il passo : La cameriera
- 1965 : Enquête sur la sexualité (Comizi d'amore) de Pier Paolo Pasolini : Girl at Lido with Long Hair (uncredited)
- 1965 : Mes femmes américaines (Una moglie americana) de Gian Luigi Polidoro : Hôtesse
- 1965 : Don Camillo en Russie (Il compagno don Camillo) de Luigi Comencini : Nadia
- 1966 : Ischia operazione amore de Vittorio Sala : Marina Capatosta
- 1966 : Moi, moi, moi et les autres (Io, io, io.... e gli altri) d'Alessandro Blasetti : Grisella, la fille dans le train
- 1966 : L'Incompris (Incompreso) de Luigi Comencini : Dora
- 1966 : Rapt à Damas (Delitto quasi perfetto) de Mario Camerini : Annie #2
- 1967 : L'Amant fantôme (La ragazza del bersagliere) d'Alessandro Blasetti : Anita Reali
- 1967 : Cible mouvante (Bersaglio mobile) de Sergio Corbucci : Rumba
- 1968 : Pas de pitié pour les salopards (Al di là della legge) de Giorgio Stegani : Sally Davis
- 1968 : Le Canard sera servi bien cuit (de) (Die Ente klingelt um halb acht) de Rolf Thiele : Dr Jaspers
- 1969 : Satyricon (Fellini Satyricon) de Federico Fellini
- 1969 : Les Dégénérés (Satyricon) de Gian Luigi Polidoro : Antonia
- 1969 : Cinq Fils de chien (Cinque figli di cane) d'Alfio Caltabiano : Leticia
- 1970 : On ne greffe pas que les cœurs... (Il trapianto) de Steno : Angelina
- 1970 : Don Camillo et ses Contestataires de Christian-Jaque (inachevé) : Catherine 'cat'
- 1972 : Frère voleur (it) (Fratello ladro) de Pino Tosini